# Liste der Nummer-eins-Hits in Spanien (1993)
Dies ist eine Liste der Nummer-eins-Hits in Spanien im Jahr 1993. Sie basiert auf den offiziellen Chartlisten der Asociación Fonográfica y Videográfica de España (AFYVE, heute Promusicae), der spanischen Landesgruppe der IFPI.

## Singles
| | Liste der Nummer-eins-Hits in Spanien | Liste der Nummer-eins-Hits in Spanien | Liste der Nummer-eins-Hits in Spanien                                                                               | 1994 → |
| \| Zeitraum \| Wo. ges. \| Interpret \| Titel Autor(en) \| Zusätzliche Informationen \| \| (Zeitraum, Wochen auf Platz eins, Interpret, Titel, Autor[en], zusätzliche Informationen) \| \| \| \| \| \| ----------------------------------------------------------------------------------------- \| -------- \| -------------------------------- \| ------------------------------------------------------------------------------------------------------------------- \| ------------------------------------------------------------------------------------------------------------------------------------------------------------------------------------------------------------- \| \| 21. Dezember 1992 – 17. Januar 1993 4 Wochen (insgesamt 6) \| 6 \| Jordy \| Dur dur d’être bébé! Musik: Alain Maratrat; Text: Patricia Helena Brigitte Clerget \| – \| \| 18. Januar 1993 – 24. Januar 1993 1 Woche \| 1 \| Snap! feat. Niki Haris \| Exterminate! Benito Benites, John Virgo Garrett III, Niki Haris \| – \| \| 25. Januar 1993 – 7. Februar 1993 2 Wochen (insgesamt 6) \| 6 \| Jordy \| Dur dur d’être bébé! Musik: Alain Maratrat; Text: Patricia Helena Brigitte Clerget \| – \| \| 8. Februar 1993 – 14. Februar 1993 1 Woche \| 1 \| Whitney Houston \| I Will Always Love You Dolly Parton \| – \| \| 15. Februar 1993 – 21. Februar 1993 1 Woche (insgesamt 7) \| 7 \| Depeche Mode \| I Feel You Martin Lee Gore \| – \| \| 22. Februar 1993 – 28. Februar 1993 1 Woche (insgesamt 3) \| 3 \| 2 Unlimited \| No Limit Musik: Filip De Wilde, Jean-Paul DeCoster; Text: Raymond L. Slijngaard, Anita D. Dels \| – \| \| 1. März 1993 – 11. April 1993 6 Wochen (insgesamt 7) \| 7 \| Depeche Mode \| I Feel You Martin Lee Gore \| – \| \| 12. April 1993 – 25. April 1993 2 Wochen (insgesamt 3) \| 3 \| 2 Unlimited \| No Limit Musik: Filip De Wilde, Jean-Paul DeCoster; Text: Raymond L. Slijngaard, Anita D. Dels \| – \| \| 26. April 1993 – 2. Mai 1993 1 Woche \| 1 \| 2 Unlimited \| Tribal Dance Musik: Filip De Wilde, Filip Martens; Text: Raymond L. Slijngaard, Xavier Clayton \| – \| \| 3. Mai 1993 – 9. Mai 1993 1 Woche (insgesamt 2) \| 2 \| Ace of Base \| All That She Wants Jenny Berggren, Malin Berggren, Ulf Ekberg, Jonas Berggren \| – \| \| 10. Mai 1993 – 23. Mai 1993 2 Wochen (insgesamt 7) \| 7 \| Dire Straits \| Encores (EP) Mark Knopfler \| Das britische Rockquartett um Mark Knopfler veröffentlichte gleichzeitig die Live-CD On the Night und diese Maxi-CD mit vier Zugaben und konnte so zwei Wochen lang Platz eins bei Alben und Singles belegen. \| \| 24. Mai 1993 – 30. Mai 1993 1 Woche \| 1 \| Héroes del Silencio \| Nuestros nombres Pedro Luis Andreu Lapiedra, Joaquín Cardiel Gerico, Enrique Ortiz Landázury, Juan Valdivia Navarro \| – \| \| 31. Mai 1993 – 13. Juni 1993 2 Wochen (insgesamt 7) \| 7 \| Dire Straits \| Encores (EP) Mark Knopfler \| – \| \| 14. Juni 1993 – 20. Juni 1993 1 Woche (insgesamt 4) \| 4 \| George Michael & Queen \| Five Live (EP) \| – \| \| 21. Juni 1993 – 11. Juli 1993 3 Wochen (insgesamt 7) \| 7 \| Dire Straits \| Encores (EP) Mark Knopfler \| – \| \| 12. Juli 1993 – 18. Juli 1993 1 Woche (insgesamt 2) \| 2 \| Ace of Base \| All That She Wants Jenny Berggren, Malin Berggren, Ulf Ekberg, Jonas Berggren \| – \| \| 19. Juli 1993 – 25. Juli 1993 1 Woche (insgesamt 4) \| 4 \| George Michael & Queen \| Five Live (EP) \| – \| \| 26. Juli 1993 – 22. August 1993 4 Wochen \| 4 \| Haddaway \| What Is Love Dee Dee Halligan, Junior Torello \| – \| \| 23. August 1993 – 5. September 1993 2 Wochen (insgesamt 4) \| 4 \| George Michael & Queen \| Five Live (EP) \| – \| \| 6. September 1993 – 13. September 1993 1 Woche \| 1 \| Haddaway \| Life Dee Dee Halligan, Junior Torello \| – \| \| 14. September 1993 – 20. September 1993 1 Woche \| 1 \| Ramírez \| El gallinero Musik: Elvio Moratto, Davide Rizzatti, Text: Riccardo Persi \| – \| \| 21. September 1993 – 24. Oktober 1993 5 Wochen \| 5 \| Freddie Mercury \| Living on My Own Frederick Mercury \| – \| \| 25. Oktober 1993 – 12. Dezember 1993 7 Wochen \| 7 \| DJ Jazzy Jeff & the Fresh Prince \| Boom! Shake the Room Will Smith, Keith D. Mayberry, Wayne Williams, Lee Haggard \| – \| \| 13. Dezember 1993 – 6. Februar 1994 8 Wochen \| 8 \| Whigfield \| Saturday Night Alfredo Pignagnoli, Davide Riva \| – \| |                                       |                                       | | |
| |                                       |                                       | | → 1994 → |
| Zeitraum | Wo. ges.                              | Interpret                             | Titel Autor(en) | Zusätzliche Informationen |
| (Zeitraum, Wochen auf Platz eins, Interpret, Titel, Autor[en], zusätzliche Informationen) |                                       |                                       | | |
| 21. Dezember 1992 – 17. Januar 1993 4 Wochen (insgesamt 6) | 6                                     | Jordy                                 | Dur dur d’être bébé! Musik: Alain Maratrat; Text: Patricia Helena Brigitte Clerget                                  | – |
| 18. Januar 1993 – 24. Januar 1993 1 Woche | 1                                     | Snap! feat. Niki Haris                | Exterminate! Benito Benites, John Virgo Garrett III, Niki Haris                                                     | – |
| 25. Januar 1993 – 7. Februar 1993 2 Wochen (insgesamt 6) | 6                                     | Jordy                                 | Dur dur d’être bébé! Musik: Alain Maratrat; Text: Patricia Helena Brigitte Clerget                                  | – |
| 8. Februar 1993 – 14. Februar 1993 1 Woche | 1                                     | Whitney Houston                       | I Will Always Love You Dolly Parton                                                                                 | – |
| 15. Februar 1993 – 21. Februar 1993 1 Woche (insgesamt 7) | 7                                     | Depeche Mode                          | I Feel You Martin Lee Gore                                                                                          | – |
| 22. Februar 1993 – 28. Februar 1993 1 Woche (insgesamt 3) | 3                                     | 2 Unlimited                           | No Limit Musik: Filip De Wilde, Jean-Paul DeCoster; Text: Raymond L. Slijngaard, Anita D. Dels                      | – |
| 1. März 1993 – 11. April 1993 6 Wochen (insgesamt 7) | 7                                     | Depeche Mode                          | I Feel You Martin Lee Gore                                                                                          | – |
| 12. April 1993 – 25. April 1993 2 Wochen (insgesamt 3) | 3                                     | 2 Unlimited                           | No Limit Musik: Filip De Wilde, Jean-Paul DeCoster; Text: Raymond L. Slijngaard, Anita D. Dels                      | – |
| 26. April 1993 – 2. Mai 1993 1 Woche | 1                                     | 2 Unlimited                           | Tribal Dance Musik: Filip De Wilde, Filip Martens; Text: Raymond L. Slijngaard, Xavier Clayton                      | – |
| 3. Mai 1993 – 9. Mai 1993 1 Woche (insgesamt 2) | 2                                     | Ace of Base                           | All That She Wants Jenny Berggren, Malin Berggren, Ulf Ekberg, Jonas Berggren                                       | – |
| 10. Mai 1993 – 23. Mai 1993 2 Wochen (insgesamt 7) | 7                                     | Dire Straits                          | Encores (EP) Mark Knopfler                                                                                          | Das britische Rockquartett um Mark Knopfler veröffentlichte gleichzeitig die Live-CD On the Night und diese Maxi-CD mit vier Zugaben und konnte so zwei Wochen lang Platz eins bei Alben und Singles belegen. |
| 24. Mai 1993 – 30. Mai 1993 1 Woche | 1                                     | Héroes del Silencio                   | Nuestros nombres Pedro Luis Andreu Lapiedra, Joaquín Cardiel Gerico, Enrique Ortiz Landázury, Juan Valdivia Navarro | – |
| 31. Mai 1993 – 13. Juni 1993 2 Wochen (insgesamt 7) | 7                                     | Dire Straits                          | Encores (EP) Mark Knopfler                                                                                          | – |
| 14. Juni 1993 – 20. Juni 1993 1 Woche (insgesamt 4) | 4                                     | George Michael & Queen                | Five Live (EP) | – |
| 21. Juni 1993 – 11. Juli 1993 3 Wochen (insgesamt 7) | 7                                     | Dire Straits                          | Encores (EP) Mark Knopfler                                                                                          | – |
| 12. Juli 1993 – 18. Juli 1993 1 Woche (insgesamt 2) | 2                                     | Ace of Base                           | All That She Wants Jenny Berggren, Malin Berggren, Ulf Ekberg, Jonas Berggren                                       | – |
| 19. Juli 1993 – 25. Juli 1993 1 Woche (insgesamt 4) | 4                                     | George Michael & Queen                | Five Live (EP) | – |
| 26. Juli 1993 – 22. August 1993 4 Wochen | 4                                     | Haddaway                              | What Is Love Dee Dee Halligan, Junior Torello                                                                       | – |
| 23. August 1993 – 5. September 1993 2 Wochen (insgesamt 4) | 4                                     | George Michael & Queen                | Five Live (EP) | – |
| 6. September 1993 – 13. September 1993 1 Woche | 1                                     | Haddaway                              | Life Dee Dee Halligan, Junior Torello                                                                               | – |
| 14. September 1993 – 20. September 1993 1 Woche | 1                                     | Ramírez                               | El gallinero Musik: Elvio Moratto, Davide Rizzatti, Text: Riccardo Persi                                            | – |
| 21. September 1993 – 24. Oktober 1993 5 Wochen | 5                                     | Freddie Mercury                       | Living on My Own Frederick Mercury                                                                                  | – |
| 25. Oktober 1993 – 12. Dezember 1993 7 Wochen | 7                                     | DJ Jazzy Jeff & the Fresh Prince      | Boom! Shake the Room Will Smith, Keith D. Mayberry, Wayne Williams, Lee Haggard                                     | – |
| 13. Dezember 1993 – 6. Februar 1994 8 Wochen | 8                                     | Whigfield                             | Saturday Night Alfredo Pignagnoli, Davide Riva                                                                      | – |

## Alben
| | Liste der Nummer-eins-Hits in Spanien | Liste der Nummer-eins-Hits in Spanien  | Liste der Nummer-eins-Hits in Spanien | 1994 → |
| \| Zeitraum \| Wo. ges. \| Interpret \| Titel \| Zusätzliche Informationen \| \| (Zeitraum, Wochen auf Platz eins, Interpret, Titel, zusätzliche Informationen) \| \| \| \| \| \| ------------------------------------------------------------------------------ \| -------- \| -------------------------------------- \| -------------------------- \| ------------------------------------------------------------------------------------------------------------------------------------------------- \| \| 28. Dezember 1992 – 3. Januar 1993 1 Woche (insgesamt 7) \| 7 \| Whitney Houston \| The Bodyguard (Soundtrack) \| – \| \| 4. Januar 1993 – 10. Januar 1993 1 Woche (insgesamt 10) \| 10 \| Mike Oldfield \| Tubular Bells II \| – \| \| 11. Januar 1993 – 21. Februar 1993 6 Wochen (insgesamt 7) \| 7 \| Whitney Houston \| The Bodyguard (Soundtrack) \| – \| \| 22. Februar 1993 – 2. Mai 1993 10 Wochen \| 10 \| El Último de la Fila \| Astronomía razonable \| – \| \| 3. Mai 1993 – 9. Mai 1993 1 Woche \| 1 \| Miguel Bosé \| Bajo el signo de Caín \| – \| \| 10. Mai 1993 – 6. Juni 1993 4 Wochen \| 4 \| Dire Straits \| On the Night \| – \| \| 7. Juni 1993 – 13. Juni 1993 1 Woche (insgesamt 4) \| 4 \| (Verschiedene Interpreten) \| Lo mejor del soul \| – \| \| 14. Juni 1993 – 27. Juni 1993 2 Wochen \| 2 \| Héroes del Silencio \| El espíritu del vino \| – \| \| 28. Juni 1993 – 18. Juli 1993 3 Wochen (insgesamt 4) \| 4 \| (Verschiedene Interpreten) \| Lo mejor del soul \| – \| \| 19. Juli 1993 – 19. September 1993 9 Wochen (insgesamt 15) \| 15 \| Gloria Estefan \| Mi tierra \| – \| \| 20. September 1993 – 17. Oktober 1993 4 Wochen \| 4 \| The Beatles \| 1962–1966 \| – \| \| 18. Oktober 1993 – 24. Oktober 1993 1 Woche (insgesamt 15) \| 15 \| Gloria Estefan \| Mi tierra \| – \| \| 25. Oktober 1993 – 31. Oktober 1993 1 Woche (insgesamt 3) \| 3 \| Frank Sinatra \| Duets \| – \| \| 1. November 1993 – 7. November 1993 1 Woche \| 1 \| (Verschiedene Interpreten) \| Máquina total 6 \| – \| \| 8. November 1993 – 21. November 1993 2 Wochen (insgesamt 3) \| 3 \| Frank Sinatra \| Duets \| – \| \| 22. November 1993 – 28. November 1993 1 Woche (insgesamt 15) \| 15 \| Gloria Estefan \| Mi tierra \| – \| \| 29. November 1993 – 9. Januar 1994 6 Wochen (insgesamt 14) \| 14 \| Coro de monjes del Monasterio de Silos \| Cantos gregorianos \| Die Gregorianischen Gesänge der Benediktinermönche aus der Provinz Burgos waren über Spanien hinaus und ganz besonders in den USA erfolgreich.[1] \| |                                       |                                        |                                       | |
| |                                       |                                        |                                       | → 1994 → |
| Zeitraum | Wo. ges.                              | Interpret                              | Titel                                 | Zusätzliche Informationen |
| (Zeitraum, Wochen auf Platz eins, Interpret, Titel, zusätzliche Informationen) |                                       |                                        |                                       | |
| 28. Dezember 1992 – 3. Januar 1993 1 Woche (insgesamt 7) | 7                                     | Whitney Houston                        | The Bodyguard (Soundtrack)            | – |
| 4. Januar 1993 – 10. Januar 1993 1 Woche (insgesamt 10) | 10                                    | Mike Oldfield                          | Tubular Bells II                      | – |
| 11. Januar 1993 – 21. Februar 1993 6 Wochen (insgesamt 7) | 7                                     | Whitney Houston                        | The Bodyguard (Soundtrack)            | – |
| 22. Februar 1993 – 2. Mai 1993 10 Wochen | 10                                    | El Último de la Fila                   | Astronomía razonable                  | – |
| 3. Mai 1993 – 9. Mai 1993 1 Woche | 1                                     | Miguel Bosé                            | Bajo el signo de Caín                 | – |
| 10. Mai 1993 – 6. Juni 1993 4 Wochen | 4                                     | Dire Straits                           | On the Night                          | – |
| 7. Juni 1993 – 13. Juni 1993 1 Woche (insgesamt 4) | 4                                     | (Verschiedene Interpreten)             | Lo mejor del soul                     | – |
| 14. Juni 1993 – 27. Juni 1993 2 Wochen | 2                                     | Héroes del Silencio                    | El espíritu del vino                  | – |
| 28. Juni 1993 – 18. Juli 1993 3 Wochen (insgesamt 4) | 4                                     | (Verschiedene Interpreten)             | Lo mejor del soul                     | – |
| 19. Juli 1993 – 19. September 1993 9 Wochen (insgesamt 15) | 15                                    | Gloria Estefan                         | Mi tierra                             | – |
| 20. September 1993 – 17. Oktober 1993 4 Wochen | 4                                     | The Beatles                            | 1962–1966                             | – |
| 18. Oktober 1993 – 24. Oktober 1993 1 Woche (insgesamt 15) | 15                                    | Gloria Estefan                         | Mi tierra                             | – |
| 25. Oktober 1993 – 31. Oktober 1993 1 Woche (insgesamt 3) | 3                                     | Frank Sinatra                          | Duets                                 | – |
| 1. November 1993 – 7. November 1993 1 Woche | 1                                     | (Verschiedene Interpreten)             | Máquina total 6                       | – |
| 8. November 1993 – 21. November 1993 2 Wochen (insgesamt 3) | 3                                     | Frank Sinatra                          | Duets                                 | – |
| 22. November 1993 – 28. November 1993 1 Woche (insgesamt 15) | 15                                    | Gloria Estefan                         | Mi tierra                             | – |
| 29. November 1993 – 9. Januar 1994 6 Wochen (insgesamt 14) | 14                                    | Coro de monjes del Monasterio de Silos | Cantos gregorianos                    | Die Gregorianischen Gesänge der Benediktinermönche aus der Provinz Burgos waren über Spanien hinaus und ganz besonders in den USA erfolgreich. |